# Carrickfergus

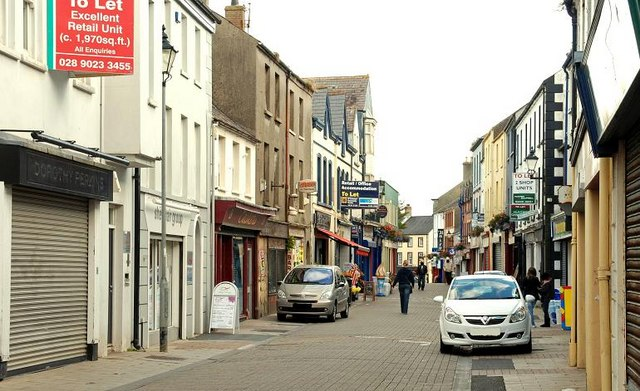
West Street.

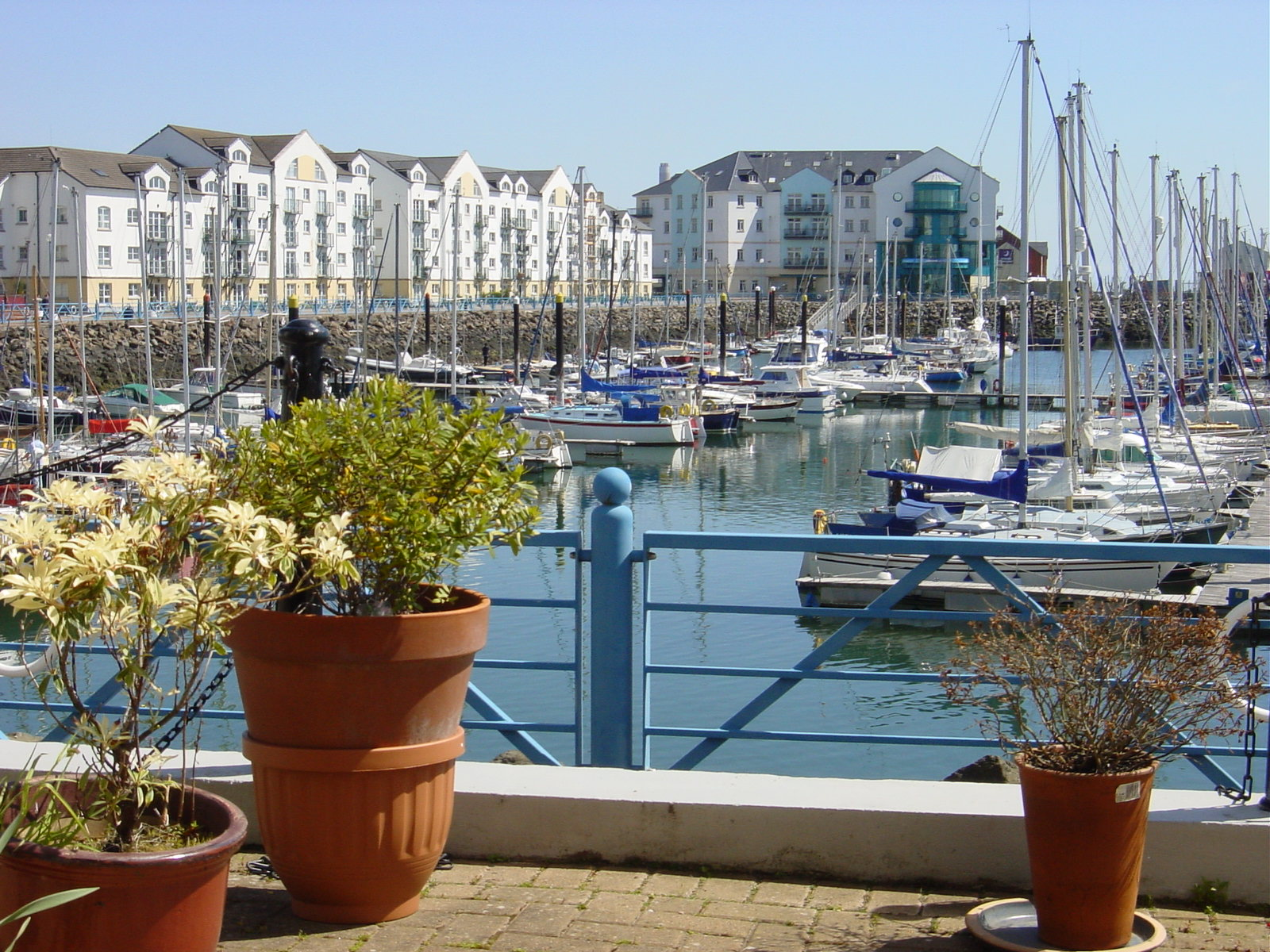
El complex marina a Carrickfergus.

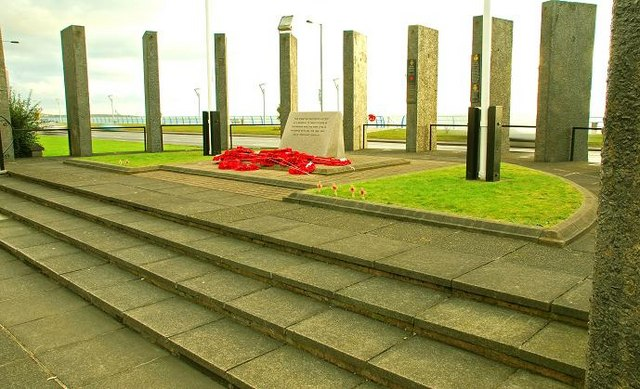
Memorial de guerra a Joymount.

Carrickfergus (en gaèlic irlandès Carraig Fhearghais, que vol dir "roca de Fergus", rei de Dál Riata del segle VI; en escocès de l'Ulster Carrick o Craigfergus) és una ciutat d'Irlanda del Nord, al comtat d'Antrim, a la província de l'Ulster. Es troba al marge nord de Belfast Lough, a 18 kilòmetres de Belfast. També forma part de l'Àrea Metropolitana de Belfast.

## Demografia
Carrickfergus és classificada per la Northern Ireland Statistics and Research Agency (NISRA) com a ciutat gran (amb una població entre 18.000 i 75.000 persones) i en la Belfast Metropolitan Urban Area (BMUA). Segons el cens de 2001 tenia 27.201 habitants dels quals:
- 23,2% tenien menys de 16 anys i el 15,9% tenien més de 60
- 48,6% eren homes i el 51,4% eren dones
- 7,8% eren catòlics irlandesos i el 86,1% eren protestants i d'altres confessions cristianes.
- 3,6% de la població entre 16–74 anys estava a l'atur.[5]

## Història
En el segle V o VI Fergus, fil d'Erc d'Armoy, deixà la província d'Ulster per a formar el regne d'Escòcia. Un temps després retornà a l'Ulster i el seu vaixell va encallar en un dic volcànic a la sorra, des d'aleshores conegut com a "Carraig Fhearghais" – la roca de Fergus.
Carrickfergus va estar deshabitada fins al 1170, quan el cavaller anglonormand John de Courcy invadí l'Ulster, establí la seva seu a l'àrea i hi construí el castell de Carrickfergus justament a la "roca de Fergus" en 1177. El castell, que és el lloc més emblemàtic de Carrickfergus, és un dels castells normands millor conservats d'Irlanda.
Entre 1203 i 1205 De Courcy fou expulsat de l'Ulster per Hugh de Lacy com a autoritzat pel rei Joan sense Terra. De Lacy supervisà la construcció final del castell, que incloïa la casa de guàrida, les torres i el pati exterior. També va fer construir l'església de Saint Nicholas. El 1210 de Lacy fou rellevat en el comandament i el rei Joan va posar el castell sota l'autoritat reial. Tanmateix, de Lacy mantingué el seu títol de comte d'Ulster fins al 1227 mentre que el castell fou emmurallat i capturat diverses vegades fins a la seva mort el 1247. La major part de la ciutat va ser destruïda pels escocesos en 1402.
La batalla de Carrickfergus, part de la Guerra dels Nous Anys, va tenir lloc als afores de la ciutat el novembre de 1597 entre les forces de la reina Elisabet I i el clan escocès dels MacDonnell, que foren derrotats pels anglesos. Una il·lustració isabel·lina contemporània de Carrickfergus mostra deu cases-torre, així com terrasses de cases d'una sola planta, algunes cases unifamiliars i 70 o més cabanes irlandeses de tipus rusc a la ciutat.
Sir Arthur Chichester fou encarregat pel comte d'Essex de regir el castell i la ciutat en 1599 i fou el responsable de la colonització de la ciutat amb anglesos i escocesos i de la construcció d'una muralla.
En 1637 el Proveïdor General de Duanes va emetre un informe elaborat a partir dels comptes de les duanes deguts per cada port i dels ports de l'Ulster a la llista, el primer era Carrickfergus, seguit de Bangor, Donaghadee i Strangford. En el mateix any la ciutat va vendre els seus drets duaners - com els de Groomsport al comtat de Down a Larne al comtat d'Antrim - a Belfast i això en part provocà el seu declivi en importància mentre que creixia el de la província d'Ulster.
Tanmateix, el castell decadant va resistir molts dies el setge per les forces de Guillem d'Orange en 1689, fins que es va rendir el 28 d'agost. El mateix Guillem desembarcà a Carrickfergus el 14 de juny de 1690. Durant la Guerra dels Set Anys, en febrer de 1760, tota la ciutat fou capturada breument per les tropes franceses de Francois Thurot després que els defensors es quedessin sense munició.
En abril de 1778, durant la Guerra d'Independència dels Estats Units, John Paul Jones, comandant el vaixell Ranger, intentà capturar el sloop de guerra de la Royal Navy HMS Drake a Carrickfergus. Fracassà i tornà uns dies més tard i desafiar el Drake a lluitar en el Canal del Nord en la que els americans guanyaren decisivament.
Durant la dècada de 1790 l'àrea de Carrickfergus va donar un fort suport als Irlandesos Units. El 14 d'octubre de 1797 William Orr fou penjat en la ciutat després d'un juidici al tribunal de Carrickfergus (ara l'ajuntament) i en 1798 el fundador dels Irlandesos Units Henry Joy McCracken fou capturat als afores de la ciutat quan intentava escapar cap a Amèrica.
En 1912 la gent de Carrickfergus sortí en massa per a veure la sortida del RMS Titanic construït als molls de Belfast. El vaixell va ancorar de nit davant les costes de Carrickfergus, abans de continuar el seu viatge.
Durant la Segona Guerra Mundial, Irlanda del Nord fou una important base militar d'Operacions Navals i Aèries dels Estats Units i un camp d'entrenament per als soldats nord-americans. Ací s'hi entrenaren els primers batallons de l'elit Rangers a la rodalia de Boneybefore, on encara avui hi ha un US Rangers Centre.
Essent una zona de majoria protestant unionista, el conflicte nord-irlandès contemporani hauria fet disminuir la població catòlica de Carrickfergus, que hauria patit diverses accions d'intimidació per part de les organitzacions paramilitars lleialistes que han operat a la ciutat. D'altra banda, l'IRA va atemptar el 1972 contra una fàbrica tèxtil provocant un mort. Malgrat el posterior procés de pau, durant l'episodi d'aldarulls l'abril de 2021, diverses cases de Carrickfergus que estarien habitades per famílies catòliques van ser atacades.

## Personatges il·lustres
- Robert Adrain (1775–1843), matemàtic.
- Richard Kane (1662–1736), governador de Menorca i Gibraltar.
- William Orr, membre de la Societat dels Irlandesos Units fou penjat a Carrickfergus el 14 d'octubre de 1797.
- Patrick Joseph Kelly, dirigent de l'Exèrcit Republicà Irlandès.
- Niamh Kavanagh, guanyadora del Festival d'Eurovisió de 1993.

## Agermanaments
- Ruda Slaska[20]
- Anderson[21]
- Danville[22]
- Jackson[23]